# De helft van mij
De helft van mij is een lied uitgebracht door de Nederlandse zanger Bastiaan Ragas en later door de Nederlandse zangeres Angela Groothuizen. Ragas deed dit in 2007 als albumtrack op het album Zin en Groothuizen in 2013 als single. 

## Achtergrond
De helft van mij is geschreven door Bastiaan Ragas, Remco Veldhuis en Richard Kemper. Het is een nummer dat past in het genre luisterlied. In het lied wordt er gezongen over een omgangsregeling voor een kind met zijn gescheiden ouders. Groothuizen coverde het nummer van Ragas tijdens een aflevering van televisieprogramma De beste zangers van Nederland. Bij het optreden van Groothuizen reageerde Ragas emotioneel op het lied. Na het optreden werd de versie van Groothuizen als single uitgebracht.

## Hitnoteringen
Groothuizen had succes met het lied in de hitlijsten van Nederland. Het stond op de negentiende plaats van de Nederlandse Single Top 100 in de enige week dat het in deze hitlijst te vinden was. De Nederlandse Top 40 werd niet bereikt; het kwam hier tot de negentiende plek van de Tipparade. 